# Franco Pellizotti
Franco Pellizotti, né le 15 janvier 1978 à Latisana, dans la province d'Udine, dans le Frioul-Vénétie Julienne, est un coureur cycliste italien. Professionnel de 2001 à 2018, il s'est notamment illustré en montagne et a été champion d'Italie sur route en 2012. Il a été suspendu entre 2010 et 2012 pour violation de règlement antidopage. Il devient directeur sportif de l'équipe Bahrain-Merida en 2019.

## Biographie

### Débuts chez Alessio
Franco Pellizotti fait ses débuts professionnels en 2001, à 23 ans, dans l'équipe Alessio. Pour sa première course, le Tour de Ligurie, il se classe 17e du classement général. Il prend par la suite la dixième place du Tour d'Allemagne, remporté par Alexandre Vinokourov. C'est sur le Tour d'Autriche qu'il commence à exprimer ses qualités de grimpeurs. En effet, il finit second puis troisième d'étape. Ces performances lui permettent de terminer dix-huitième du classement général, et de remporter le classement par points. Il prend par la suite la dixième place du Tour des Apennins. En fin de saison, il participe à son premier grand tour, le Tour d'Espagne, dont il prend la vingtième place.
C'est en 2002 que Pellizotti obtient ses premières victoires, en remportant la sixième étape de Tirreno-Adriatico. Il y prend également la neuvième place du classement général. Il brille aussi sur le Tour du Pays basque, avec une victoire d'étape et une onzième place finale. Il prend ensuite le départ de son premier Tour d'Italie. Il y termine troisième d'une étape et seizième du classement général. Il obtient deux nouvelles victoires en fin de saison : sur le Tour du Frioul tout d'abord, où il devance des coureurs de renom comme Davide Rebellin, Gilberto Simoni ou Michael Rasmussen, et sur une étape du Tour de Pologne ensuite. Ces performances portent son compteur à quatre succès pour cette saison, le meilleur total de sa carrière.
Sa saison 2003 commence par un podium sur la Semaine internationale Coppi et Bartali. Au printemps, il s'aligne sur le Tour d'Italie. Il s'y montre régulier et prend finalement la neuvième place, à plus de 14 minutes du vainqueur, Gilberto Simoni. Il prend la 75e place du Tour de France. En fin de saison, il est sixième du Trofeo Melinda.
En 2004, il parvient à gagner dès le mois de février, sur le Grand Prix de Chiasso. Il prend ensuite la septième place de la Semaine internationale Coppi et Bartali. Après des classiques ardennaises où il finit onzième de la Flèche wallonne, il s'aligne à nouveau sur le Tour d'Italie. Il y est à nouveau performant, mais échoue cette fois ci à la onzième place. Fin août, il termine cinquième du Tour de Vénétie, puis second du Tour du Frioul. Il est également performant sur le Tour de Pologne, dont il prend la troisième place, à 40 secondes de Ondrej Sosenka. Ces bonnes performances lui permettent d’être sélectionné pour son premier championnat du monde qu'il termine 64e. Sa saison se conclut par une neuvième place sur le Tour de Lombardie.
Cette course sera la dernière avec son équipe puisqu'elle disparaît à la fin de la saison.

### Confirmation chez Liquigas
À la suite de l’arrêt de son équipe, Pellizotti est basculé comme plusieurs de ses coéquipiers vers la formation Liquigas. Cette saison 2005 démarre fort puisqu’il parvient à finir sur le podium du Tour Méditerranéen. Il termine ensuite second du Trofeo Laigueglia, battu au sprint par Frank Schleck. Il enchaîne par une quatrième place sur le Tour de la Communauté de Valence. Il réalise également un Paris-Nice de belle facture, prenant la sixième place du général à moins d'une minute du vainqueur, Bobby Julich. Après un top 10 sur Milan San Remo, il s'aligne sur la Semaine Internationale Coppi et Bartali, dont il remporte la 2e étape, ainsi que le classement général. Cette victoire est d'ailleurs la seule course à étapes que Pellizotti remporte dans sa carrière. La suite est moins fructueuse: après des classiques ardennaises et un Tour de Suisse ratés, il s'aligne sur le Tour de France. Vite distancé pour le général, il prend part à des échappées qui lui permettent de rentrer à trois reprises dans les 10 premiers d'une étape. Au général, il est 47e, à plus d'une heure et demi du leader. Sa fin de saison est également plus discrète, simplement marquée par une deuxième place sur le Grand Prix de Camaiore.
Son année 2006 débute par une seconde place sur Milan-Turin. La suite de sa préparation pour le Tour d'Italie est assez discrète, avec simplement une troisième place sur le GP de l'industrie et de l'artisanat de Larciano. Sur le Tour d'Italie, sa première semaine est assez décevante. Cependant, sur la neuvième étape, il prend la bonne échappée et parvient à s'imposer pour la première fois de sa carrière sur un grand tour. Il en profite pour se replacer à la 4e place du général. Il terminera finalement huitième, à plus de 25 minutes d'Ivan Basso. Sa fin de saison est plus mitigée, avec peu de bons résultats: un podium sur la Coppa Agostini, et une cinquième place sur le Grand Prix Nobili.
En 2007, il commence sa saison par une 9e place sur le Tour de Californie. Il participe ensuite sur Paris-Nice, dont il prend la cinquième place, et remporte le maillot vert du classement par point. Sa préparation pour le Tour d'Italie passe ensuite par le Tour du Trentin où il termine cinquième. Il finit ensuite 12e de Liège-Bastogne-Liège. Sur le Grand Prix de l'Industrie et de L'Artisanat de Larciano, il se présente seul sur la ligne en compagnie de son coéquipier Vincenzo Nibali. Il finit deuxième, devancé par le requin de Messine. Après une sixième place sur le Tour de Toscane, il prend le départ sur le Tour d'Italie. Il s'y montre régulier, prenant la neuvième place finale. Il profite de sa forme pour remporter le Mémorial Marco Pantani. Après une coupure, il reprend la compétition avec une trentième place sur le Tour d'Allemagne. Il prend ensuite le départ de la Vuelta. Vite distancé au général, il prend part à plusieurs échappées, avec comme meilleur résultat une troisième place lors de la 18e étape. Au terme des trois semaines, il termine 34e du général, et quatrième du classement de la montagne.
Son début de saison 2008 est plus difficile, avec comme seul résultat notable un podium sur le Giro d'Oro. Il s'aligne donc sur le Tour d'Italie avec moins de référence que les années passées. Cependant, il va s'y montrer très performant, prenant le maillot rose de leader dès la deuxième étape. Il va le perdre quatre jours plus tard, au profit de Giovanni Visconti, parti dans une échappée fleuve. Cependant, Pellizotti continue de rester classé au général. Il remporte même le contre la montre se terminant par la très difficile ascension du Plan de Corones. Il termine quatrième de ce Tour d'Italie, à 2 minutes 56 du vainqueur, Alberto Contador, et à seulement deux secondes du podium. Dans la foulée, il prend la deuxième place du Tour de Slovénie. En août, il prend la cinquième place de la Clasica San Sebastian, dans le même temps que le vainqueur, Alejandro Valverde. Il conclut son année par un podium sur le Tour de Pologne.

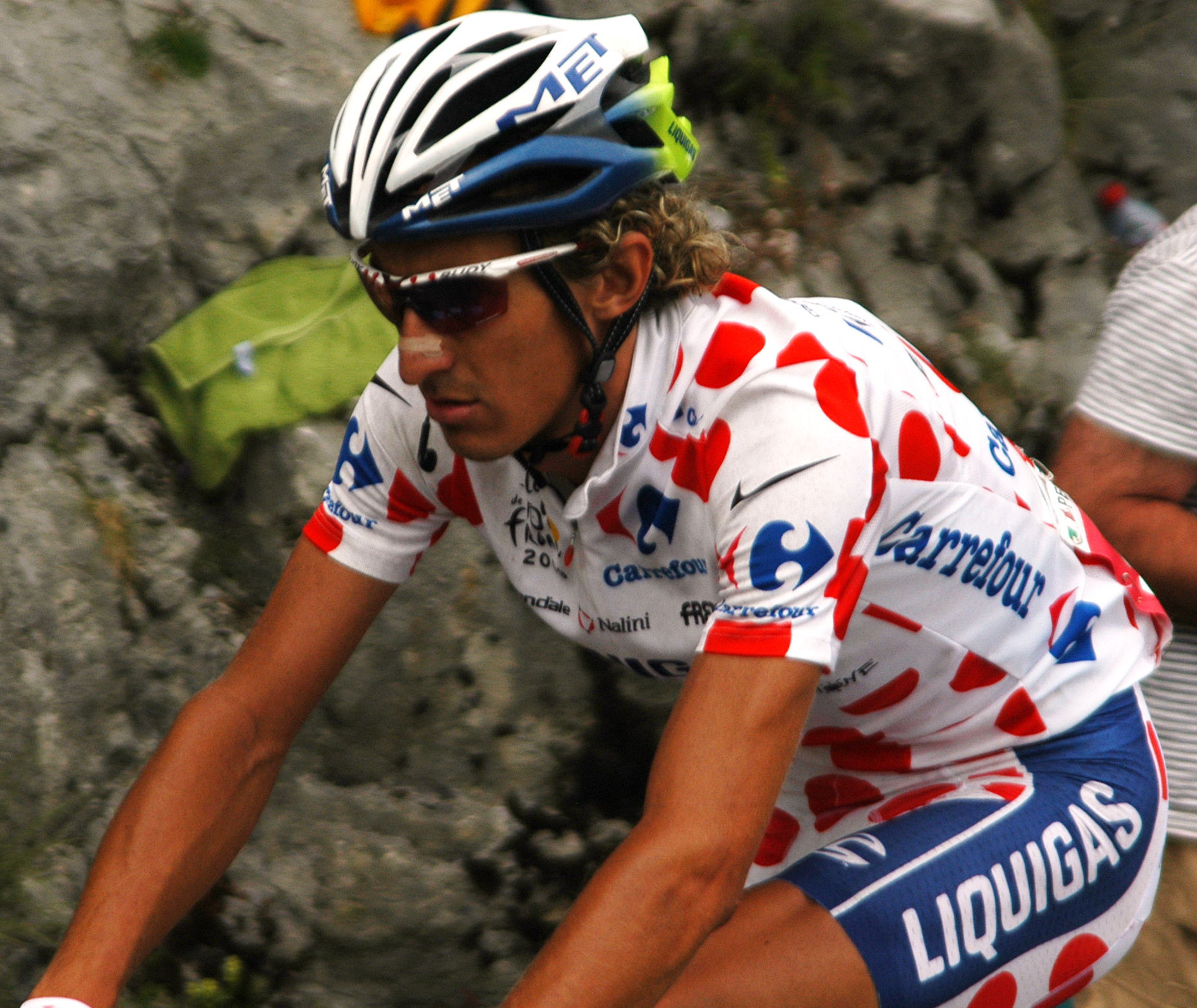
Pellizotti arborant le maillot à pois (du Tour de France 2009)

Sa saison 2009 débute comme l'année précédente, c'est-à-dire sans résultat significatif. Mais sur le Tour d'Italie, il se montre encore plus performant, en remportant une étape courte mais difficile, se terminant au sommet du Blockhaus. Il réussit grâce à ses performances à décrocher son premier podium sur un grand Tour, à moins de deux minutes du vainqueur. Il prend ensuite le départ du Tour de France. Vite distancé au général, il prend part à de très nombreuses échappées, comme sur la neuvième étape, où il est battu au sprint à Tarbes par Pierrick Fédrigo. sur la 20e étape, on le voit également attaquer les leaders au Chalet Reynard, dans le mont Ventoux, mais il est repris dans le dernier kilomètre par le groupe maillot jaune. Finalement, il n'est que 35e du général, mais termine à cinq reprises dans le top 10 d'étape. Mais surtout, il remporte le maillot à pois du Grand Prix de la montagne, ainsi que le grand prix de la combativité.
En 2010, son objectif est à nouveau le classement général du Tour d'Italie, et il doit occuper le leadership de l'équipe Liquigas en compagnie d'Ivan Basso. Comme les années précédentes, il met du temps à monter en puissance, et attend le mois de mai avant d'obtenir son premier résultat significatif, un podium sur le Grand Prix de l'Industrie et de l'Artisanat. Cependant, cinq jours avant le début du Tour d'Italie, l'UCI ouvre une procédure disciplinaire à son encontre et il est remplacé par Vincenzo Nibali

### Suspension
Le 3 mai 2010, l'Union cycliste internationale demande l'ouverture d'une procédure disciplinaire à son encontre « pour violation apparente du règlement antidopage, sur la base des informations apportées par le profil sanguin inclus dans son passeport biologique ». Il est retiré de l'équipe Liquigas qui doit participer au Tour d'Italie,. Il est finalement disculpé le 21 octobre, mais il n'est pas conservé par l'équipe Liquigas pour 2011. L'UCI fait appel de la décision devant le Tribunal arbitral du sport qui prononce le 8 mars 2011 une suspension à son encontre jusqu'en mai 2012. Dépité, il met un terme à sa carrière dans la foulée et doit rembourser la somme de 115 000 euros. Il perd également le bénéfice de ses résultats obtenus depuis le 17 mai 2009, date de début de la constatation de données anormales.

### Retour à la compétition

#### Androni Giocattoli
Franco Pellizotti revient sur sa décision de tout arrêter et s'engage avec la formation Androni Giocattoli, fin avril 2012. Il débute avec sa nouvelle équipe lors du Circuit de Lorraine. Après une bonne prestation sur la Route du Sud, il remporte le championnat d'Italie disputé à Varèse, 27 secondes devant Danilo Di Luca. Sur la fin de saison, il accroche la 4e place au Tour de Burgos, puis des 3e places aux GP Camaiore, Tour de Pandanie, et Tour d'Émilie.
En 2013, après un début de saison sans résultat (hormis une sixième place au GP Larciano) il renoue avec le Tour d'Italie qu'il termine à la 10e place. Il finit ensuite dauphin de Thomas Voeckler sur la Route du Sud, à 4 secondes de ce dernier. En août, il s'engage avec l'équipe Astana pour la saison 2014. Cependant le manager de la formation kazakhe Alexandre Vinokourov annonce en décembre 2013 que Franco Pellizotti et l'équipe Astana ont trouvé un accord pour suspendre les négociations de contrat. Le MPCC, dont est membre Astana, contraignait l'équipe à attendre le 2 mai 2014 pour concrétiser l'arrivée de Pellizotti. Malgré ce contretemps, il prend plusieurs places d'honneur en fin de saison comme sur le Tour de Lombardie (8e) ou sur le Tour d'Émilie (4e).
Sa saison 2014 débute à nouveau sans résultat notable. Pour préparer le Giro, il termine sixième de la semaine internationale Coppi et Bartali, puis neuvième du Tour du Trentin. Sur ce Tour d'Italie, il réalise deux semaines sans performances notables. En revanche, il est très actif en troisième semaine. Il termine septième de la quinzième étape, puis quatrième de la dix-huitième étape en prenant part à l'échappée. La veille de l'arrivée, il prend de nouveau la bonne échappée et échoue à la deuxième place, derrière Michael Rogers, sur les pentes du Monte Zoncolan. Il se classe finalement douzième du classement général. Après de nombreuses courses sans résultats, il conclut sa saison en accrochant les podiums de la Coppa Sabatini et du Tour d'Émilie.
Son année 2015 commence avec quelques places d'honneur : neuvième du Herald Sun Tour, sixième du Grand Prix de Lugano, et septième de la Semaine internationale Coppi et Bartali. Sur le Tour d'Italie, il est vite distancé au classement général. Son seul fait d'arme est sa troisième place sur le circuit d'Imola, après avoir pris part à l'échappée. Il finit 24e. En fin de saison, il prolonge le contrat qui le lie à l'équipe continentale professionnelle Androni Giocattoli-Sidermec.
En 2016, Franco Pellizotti ne participe pas au Tour d'Italie, l'équipe Androni Giocattoli n'y étant pas invitée. Il accroche la septième place de la Coppa Sabatini.

#### Bahrain-Merida
En 2017, il rejoint la nouvelle équipe Bahrain-Merida avec comme mission d'épauler son nouveau leader, Vincenzo Nibali. Après un début de saison discret, il monte en puissance sur le Tour de Croatie en terminant sixième de l'ultime étape après avoir lancé son leader. Sur le Tour d'Italie, il répond présent dès la quatrième étape se terminant à l'Etna en roulant plusieurs kilomètres pour le requin de Messine. Il est systématiquement le dernier de son équipe à l'accompagner en haute montagne, prenant au passage la huitième place au sommet d'Oropa. Nibali termine sur le podium de ce Giro, et Pellizotti finit 21e. Il s'aligne ensuite sur le Critérium du Dauphiné, qu'il ne termine pas.
En vue de préparer la Vuelta, il dispute le Tour de Pologne. Sur le Tour d'Espagne, il a à nouveau comme objectif d'épauler Nibali en haute montagne. Lors de la onzième étape se terminant à l'observatoire de Calar Alto, il résiste aux premières attaques distançant quelques leaders (comme Fabio Aru ou David de la Cruz), puis roule jusqu'à 2,5 kilomètres de l'arrivée, permettant ainsi une attaque tranchante de Nibali. Par la suite, il est toujours le dernier coureur aux côtés de son leader. Sur l'ultime étape de montagne, il fait à nouveau le rythme du peloton sur les pentes de l'Angliru et élimine de nombreux coureurs. Il est ensuite distancé par les attaques des leaders. Mais par la suite, Nibali connait un passage à vide et Pellizotti le rattrape. Grâce à son travail, ils terminent cinquième et sixième de l'étape à 51 secondes d'Alberto Contador, sauvant ainsi la deuxième place de Nibali au classement général. Pellizotti prend lui la 25e place finale.
Après avoir hésité, il choisit, à 40 ans, de prolonger son contrat d'un an avec la Bahrain-Mérida. Son principal objectif de la saison 2018 sera d'aider Nibali à réaliser un bon classement général sur le Tour de France. En début de saison, il dispute de nombreuses courses ( Tirreno-Adriatico, Tour du Pays basque, classiques ardennaises...), mais s'y montre très discret. Il commence à monter en puissance, tout comme son leader, sur le Critérium du Dauphiné. Sur le Tour, on commence à l’apercevoir dans la deuxième semaine, comme lorsqu'il imprime un gros tempo dans le Cormet de Roselend, à la poursuite de Valverde. Cependant Nibali chute dans l'Alpes d'Huez et est contraint à l'abandon. La nouvelle stratégie de la Bahrain-Mérida consiste à prendre les échappés, ce que Pellizotti parvient à faire lors de l'étape de 65 km arrivant au col du Portet. Il conclut ce Tour à une modeste 60e place.
Il effectue sa reprise sur la Vuelta, en même temps que Nibali. Celui-ci étant distancé dès la 1re étape, Pellizotti se retrouve libre, comme les autres membres de son équipe, de pendre des échappées. C'est ce qu'il fera à plusieurs reprises comme lors de la 5e étape où il termine 9e, ou de la onzième étape, dont il prend la troisième place. On le voit également travailler pour Ion Izaguirre, l'aidant lors de la dernière étape à conserver une place dans le top 10 du classement général. Pellizotti conclut quant à lui ces trois semaines à la 50e place.
En bonne forme, il prend la 6e place du Mémorial Marco Pantani. Ces performances lui permettent d’être sélectionné en équipe d'Italie pour les championnats du monde, où il devra une nouvelle fois épauler ses leaders Vincenzo Nibali et Gianni Moscon. Il tient son rang sur le très sélectif circuit d'Innsbruck en maintenant ses leaders dans les premières positions, et en accélérant le rythme du peloton à 25 kilomètres de l'arrivée. Il conclut la dernière course de sa carrière à la 53e place.
Franco Pellizotti arrête donc sa carrière à l'issue de cette année 2018, après 17 saisons passées dans les rangs professionnels. Il aura remporté 13 victoires, dont le championnat d'Italie en 2012 et 3 étapes du Tour d'Italie. Il aura participé à 19 grands tours dont ces meilleurs résultats ont été obtenus sur le Tour d'Italie , avec quatre top 10 au classement général, et quatre jours avec le maillot rose. Mais on retiendra aussi sa suspension de deux ans, qui lui fait perdre un podium acquis sur le Tour d'Italie, ainsi que le maillot à pois remporté sur le Tour de France.

### Après carrière et vie privée
À la suite de sa retraite la Bahrain-Victorious lui propose de rester dans l'équipe en tant que directeur sportif.
Sa fille, Giorgia, est aussi coureuse cycliste. Représentant la catégorie junior femme dans l'équipe italienne du relais mixte, elle remporte le titre européen à Pontevedra puis la médaille d'argent lors des Championnats du monde de cyclo-cross 2025 à Liévin.

## Palmarès et résultats

### Résultats sur les grands tours

#### Tour de France
4 participations
- 2003 : 75e
- 2005 : 46e
- 2009 : disqualifié (initialement 37e,  vainqueur du classement de la montagne et  super-combatif)
- 2018 : 60e

#### Tour d'Italie
11 participations
- 2002 : 16e
- 2003 : 9e
- 2004 : 11e
- 2006 : 8e, vainqueur de la 10e étape
- 2007 : 9e, vainqueur de la 1re étape (contre-la-montre par équipes)
- 2008 : 4e, vainqueur de la 16e étape (contre-la-montre),  maillot rose pendant 4 jours
- 2009 : disqualifié (initialement 3e, vainqueur de la 17e étape)
- 2013 : 11e
- 2014 : 12e
- 2015 : 24e
- 2017 : 21e

#### Tour d'Espagne
4 participations
- 2001 : 20e
- 2007 : 37e
- 2017 : 25e
- 2018 : 50e

### Classements mondiaux
| Année                  | 2000  | 2001 | 2002 | 2003 | 2004 | 2005 | 2006 | 2007 | 2008 | 2009 | 2010 | 2011 | 2012 | 2013 | 2014 | 2015 |
| ---------------------- | ----- | ---- | ---- | ---- | ---- | ---- | ---- | ---- | ---- | ---- | ---- | ---- | ---- | ---- | ---- | ---- |
| Classement UCI         | 1372e | 267e | 78e  | 125e | 44e  |      |      |      |      |      |      |      |      |      |      |      |
| Classement ProTour     |       |      |      |      |      | 82e  | 72e  | 44e  | 21e  |      |      |      |      |      |      |      |
| Calendrier mondial UCI |       |      |      |      |      |      |      |      |      | 29e  |      |      |      |      |      |      |
| UCI Europe Tour        |       |      |      |      |      |      |      |      |      |      |      |      |      |      | 97e  |      |
| UCI Oceania Tour       |       |      |      |      |      |      |      |      |      |      |      |      |      |      |      | 25e  |

## Distinctions
- Mémorial Gastone Nencini (révélation italienne de l'année) : 2001